# Gunilla Paijkull
Gunilla Paijkull (* 5. September 1943) ist eine ehemalige schwedische Fußballspielerin und -trainerin.

## Werdegang
Unter ihrem Geburtsnamen Karlsson gehörte Paijkull in den frühen 1970ern zu den Pionierinnen des Frauenfußballs beim AIK und wurde 1971, obwohl unterklassig spielend, in einem ersten – nicht offiziell anerkanntem – Länderspiel einer schwedischen Frauenauswahl gegen eine dänische Auswahlmannschaft eingesetzt. 1973 wechselte sie zum höherklassig antretenden Lokalrivalen Hammarby IF, bei dem sie ab 1978 das Traineramt ausübte.
1988 beerbte Paijkull Ulf Lyfors als Betreuerin der schwedischen Frauennationalmannschaft. Mit der Auswahlmannschaft erreichte sie das Endspiel im FIFA-Frauen-Einladungsturnier 1988, das als Testlauf für mögliche Frauen-Weltmeisterschaftsturniere seitens der FIFA durchgeführt worden war. Nach einer 0:1-Niederlage gegen Norwegen durch ein Tor von Linda Medalen musste sich die Auswahl mit der Silbermedaille begnügen. Ohne Punktverlust führte sie die Nationalmannschaft durch die Qualifikation zur ersten offiziellen Weltmeisterschaftsendrunde 1991, wo sie als Gruppenzweiter für das Viertelfinale qualifiziert im Halbfinale erneut an Norwegen scheiterte. Mit einem 4:0-Erfolg über Deutschland wurde Schweden letztlich Turnierdritter. Anschließend übergab sie das Traineramt bei der Auswahlmannschaft an Bengt Simonsson und wurde später Trainerin bei Tyresö FF.
Später war Paijkull für die FIFA tätig und begleitete dabei mehrere Weltmeisterschaftsturniere und den Fußballwettbewerb bei den Olympischen Sommerspielen 1996.